# Fritillaria affinis
Fritillaria affinis en inglés: (checker lily) es una especie muy variable, dentro del género Fritillaria, nativa del oeste de Norteamérica, en California, Klamath Mountains, las sierras de la costa norte, Cordillera de las Cascadas, y las colinas del norte de Sierra Nevada, y la San Francisco Bay Area, norte con Columbia Británica e Idaho. 

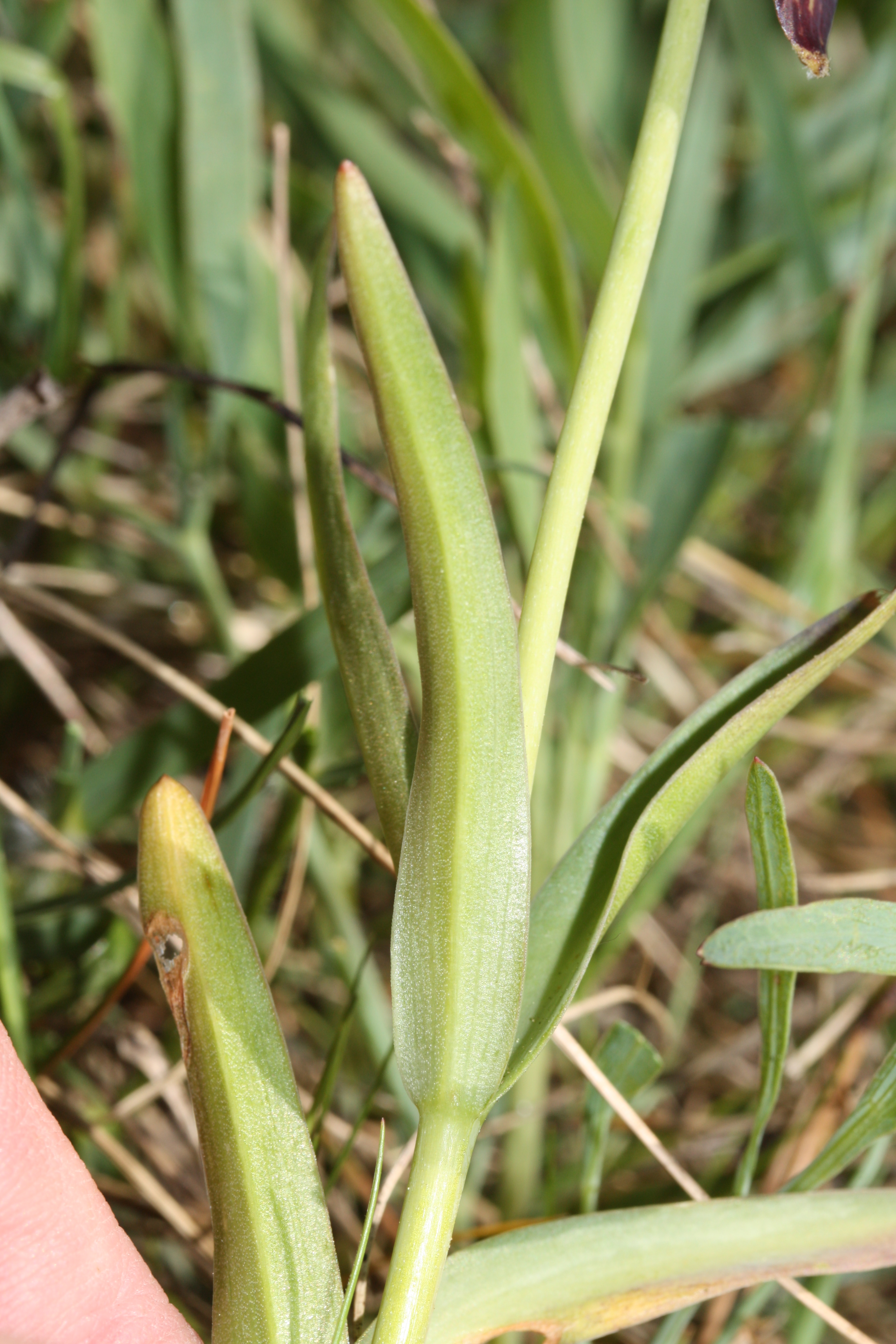
Vista de la planta

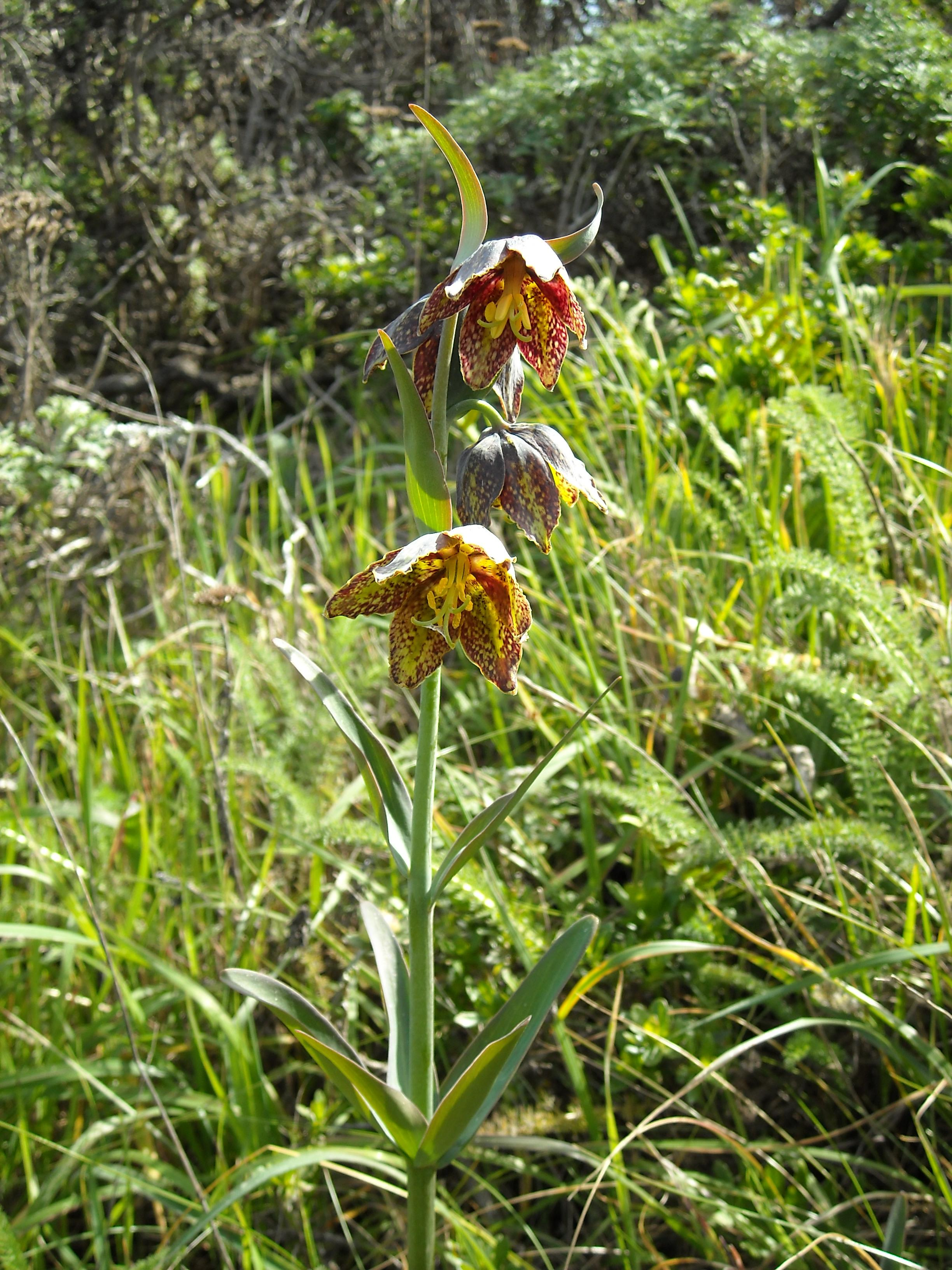
Vista de la planta

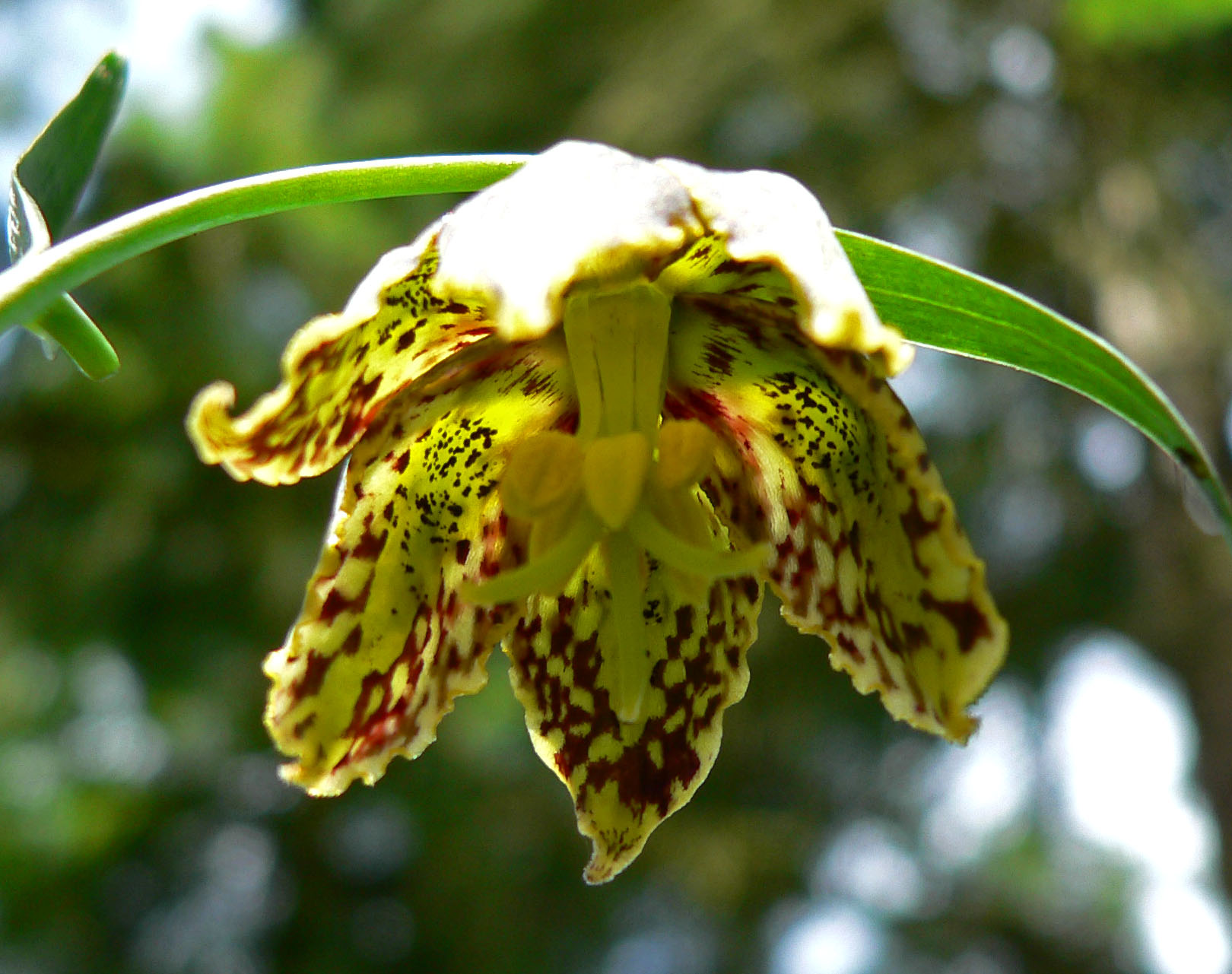
Detalle

## Descripción
Crece de un bulbo. Los vástagos son 10 a 120 centímetros de altura. Las flores se producen en el extremo del tallo, la cabeza es de 1 a 4 centímetros, de color marrón amarillento o verdoso con manchas de amarillo intenso al negro purpurino desvaído, o el de color verde amarillo manchado con púrpura.
Su hábitat incluye el roble y el pino.
Hay dos variedades:
- Fritillaria affinis var. affinis
- Fritillaria affinis var. tristulis

### Cultivo
Prefiere elevaciones medias a bajas, con terrenos en sombra o media sombra, se encuentra inactiva durante la temporada seca del verano, necesita de un buen drenaje. Algunas fuentes dicen que puede ser difícil de cultivar, pero otras fuentes dicen que es una de las fritillarias más fáciles de cultivar.

## Taxonomía
Fritillaria affinis fue descrita por (Schult. & Schult.f.) Sealy y publicado en Hooker's Icones Plantarum 39(1/2): 239. 1980
Etimología
Fritillaria: nombre genérico que deriva del término latino para un cubilete (fritillus),   y, probablemente, se refiere al patrón a cuadros de las flores de muchas especies.
affinis: epíteto latíno que significa "relacionado"
Variedades y Sinonimia
- Lilium affine Schult. & Schult.f. in J.J.Roemer & J.A.Schultes, Syst. Veg. 7: 400 (1829).

var. affinis. Del oeste de Canadá y Estados Unidos.
- Fritillaria lanceolata Pursh, Fl. Amer. Sept. 1: 230 (1813), nom. illeg.
- Fritillaria mutica Lindl., Edwards's Bot. Reg. 20: t. 1663 (1834).
- Fritillaria multiflora Kellogg, Proc. Calif. Acad. Sci. 1: 57 (1855), nom. inval.
- Fritillaria lanceolata var. floribunda Benth., Pl. Hartw.: 338 (1857).
- Fritillaria esculenta Nutt. ex Baker, J. Linn. Soc., Bot. 14: 271 (1874), nom. inval.
- Fritillaria lanceolata var. gracilis S.Watson, Bot. California 2: 169 (1880).
- Fritillaria mutica var. gracilis (S.Watson) Jeps., Fl. W. Calif.: 108 (1901).
- Fritillaria lunellii A.Nelson, Proc. Biol. Soc. Wash. 20: 35 (1907).
- Fritillaria phaeanthera Purdy, Lily Year-Book 1932: 97 (1932).
- Fritillaria eximia Eastw., Leafl. W. Bot. 2: 112 (1938).

var. tristulis (A.L.Grant ex Jeps.) ined.. De California.
- Fritillaria lanceolata var. tristulis A.L.Grant ex Jeps., Fl. Calif. 1: 308 (1922).[4]